# Martin Frederick Ansel
Martin Frederick Ansel, född 12 december 1850 i Charleston i South Carolina, död 23 augusti 1945 i Greenville i South Carolina, var en amerikansk demokratisk politiker. Han var South Carolinas guvernör 1907–1911.
Ansel studerade juridik och inledde 1870 sin karriär som advokat i South Carolina. Senare arbetade han en tid som åklagare.
Ansel var demokraternas kandidat i 1906 och 1908 års guvernörsval. Republikanerna i South Carolina ställde ingen motkandidat mot Ansel i dessa val. Han efterträdde 1907 Duncan Clinch Heyward som South Carolinas guvernör och efterträddes 1911 av Coleman Livingston Blease.
Ansel avled 1945 och gravsattes på Springwood Cemetery i Greenville.